# Линдсей, Дэвид (поэт)

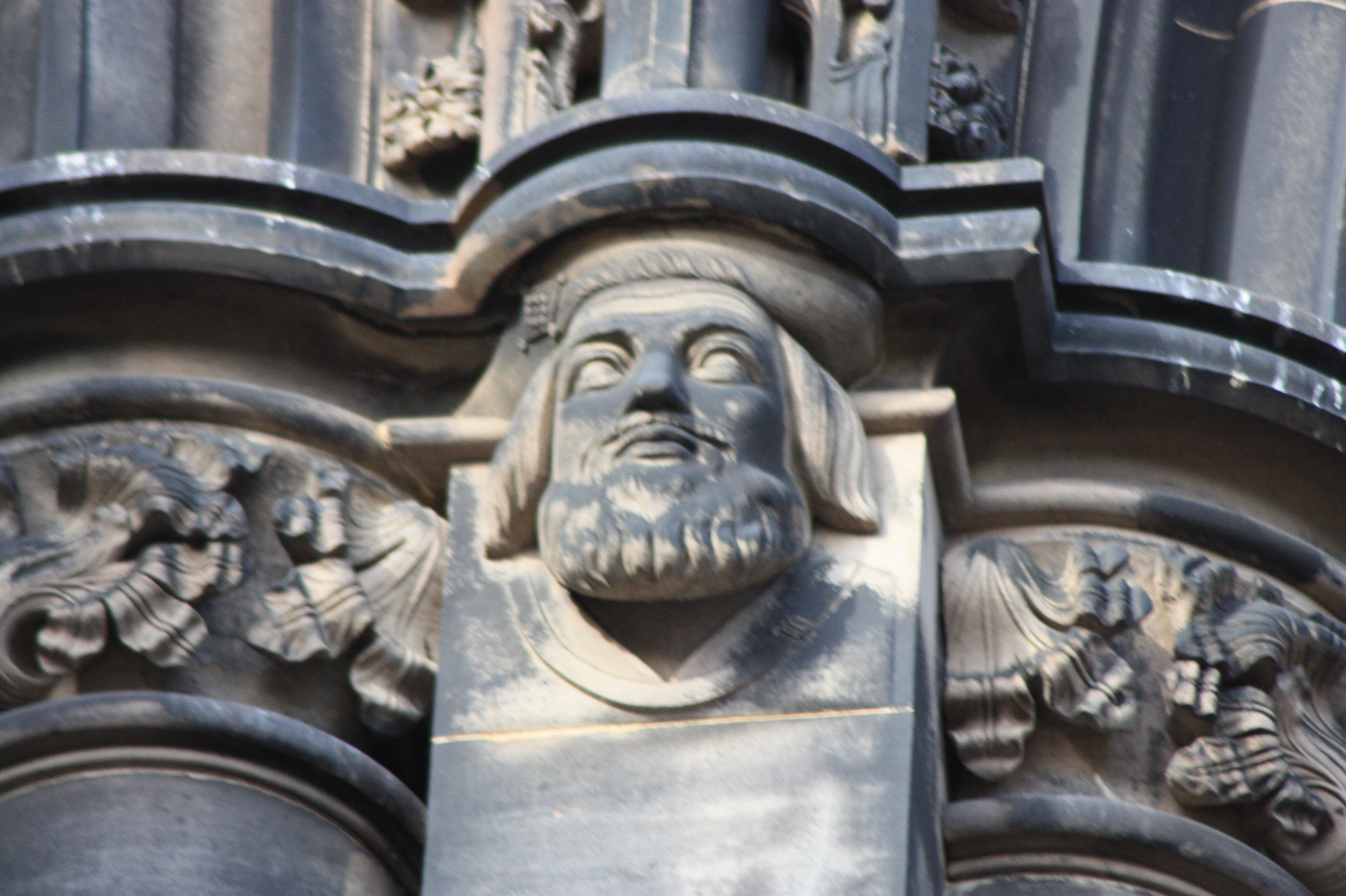
Изображение Линдси на монументе Вальтеру Скотту

Сэр Дэвид Линдс, лорд Лион (англ. David Lyndsay; около 1490, Ист Лотиан, Великобритания — до 18 апреля 1555) — шотландский поэт и драматург дореформационного периода, дипломат, герольд, генеалог.

## Биография
Родился в аристократической семье. Обучался в Сент-Эндрюсском университете. Служил придворным при дворе короля Якова IV. Был назначен компаньоном принца Джеймса Стюарта, сына короля.
Несколько лет спустя, когда его подопечный Джеймс V попал под влияние сторонников Дугласа, был удалён со двора.
Вернулся на королевскую службу в 1528 году.
Влиятельный дипломат, Д. Линдсей представлял короля во многих важных зарубежных миссиях при дворах европейских монархов: Карла V, Франциска I и других.

## Творчество
Один из самых одарённых придворных поэтов, которые процветали в золотой век шотландской литературы.
Его дидактические сочинения на разговорном шотландском языке отличались грубым шутовством и сочетанием морализаторства и юмора. Использовал псевдоним Линдси. 
Придворная политика повлияла на его произведения сильнее, чем на произведения его предшественников. Именно он считается автором «Славной сатиры о трёх сословиях» (скотс Ane Pleasant Satyre of the Thrie Estaitis, 1540, расширенная версия исполнена в 1552 году), одной из самых ранних сохранившихся завершённых шотландских пьес. В ней содержалась пропаганда Реформации. Линдсей также стал первым известным шотландским автором, чьё произведение («Диалог между Жизненным Опытом и неким придворным», скотс A Dialog betuix Experience and ane Courteour) перевели с шотландского на какой-то другой язык, кроме латыни и английского: в 1591 году эта поэма была переведена на датский.
Большинство своих стихов создал за годы службы при королевском дворе. Способствовал наступлению эпохи Возрождения.
Автор ряда сатирических антиклерикальных сочинений о коррупции в католической церкви и современном ему правительстве.
Самое раннее сохранившееся стихотворное произведение «The Dreme» (1528).
Его перу принадлежит аллегорическая драма «Ane Satyre of the Thrie Estaits» (постановка 1540 г.), единственная сохранившаяся полностью шотландская морализаторская пьеса о развращении привилегированных классов и разделении церковной и светской власти.
Автор нескольких работ по геральдике.

## Избранные произведения
- The Dreme (1134 строфы)
- The Testament and Complaynt of the Papyngo (1190 строф)
- The Historie and Testament of Squyer Meldrum (1848 строф)
- Ane Dialog betwix Experience and ane Courteour of the Miserabyll Estait of the World (6333 строф)
- Ane Pleasant Satyre of the Thrie Estaitis (over 4000 строф).